# سياسة التأشيرات في الفاتيكان
الفاتيكان ليس عضواً في الاتحاد الأوروبي أو المنطقة الاقتصادية الأوروبية، لكن الفاتيكان له حدوداً سياسية مفتوحة مع إيطاليا، لذلك يتم التعامل معه كجزء من منطقة شنغن، نظراً لأن الفاتيكان لا يمكن الوصول إليه إلا عبر إيطاليا باعتباره جيباً، فإن دخول مدينة الفاتيكان غير ممكن دون الدخول إلى دول منطقة شنغن أولاً؛ ومن ثم فإن قواعد تأشيرة شنغن تنطبق بحكم الأمر الواقع. ومع ذلك، بما أن مدينة الفاتيكان لا يوجد بها أماكن إقامة سياحية (فنادق أو شقق للإيجار)، فمن المستحيل تقريباً المبيت كسائح أو زائر عادي للدولة.

## الاتفاقيات الثنائية
وقعت مدينة الفاتيكان اتفاقيات للإعفاءات من تأشيرات الدخول، والتي تعتبر ذات قيمة رمزية للمواطنين الأجانب، ولكن لها تأثير على حاملي جوازات سفر الفاتيكان.